# Mina drömmars stad (musikalbum)
Mina drömmars stad är ett album släppt av Fattaru 2006.

## Låtlista
1. MDS Intro
2. Show Me Fan
3. Den Där Skiten
4. Fingret Åtom
5. Vän Till En Vän
6. SthlmsNatt
7. Hörde Jag Skål
8. Klassfoto
9. Snubbar Vet Inte
10. 100:-
11. Stila Upp Din Skit
12. Ung Snubbe
13. Blod
14. Min Klocka Går Efter